# Luis de Agustini
Luis Alejandro Rubén de Agustini Varela, en arabe لويس دي أغوستيني, né le 5 avril 1976 à Sauce, dans le département de Canelones, est un footballeur uruguayen naturalisé libyen.

## Biographie
En tant que gardien et bien qu'étant uruguayen, Luis de Agustini est international libyen à 12 reprises (2005-2006) pour aucun but inscrit. Sa première sélection est honorée le 9 octobre 2005 à Cotonou, contre le Bénin, qui se solde par une défaite (0-1).
Il participe à la CAN 2006 avec la Libye. Il est titulaire contre l'Égypte, recevant deux cartons et se voyant expulsé à la 74e minute. Par conséquent, il ne joue pas le second match contre la Côte d'Ivoire, mais est titulaire contre le Maroc. La Libye est éliminée au premier tour.
Il joue dans deux clubs uruguayens (Club Atlético Peñarol et Liverpool Fútbol Club) et un club libyen (Al Ittihad Tripoli). Il remporte en Uruguay un championnat, et en Libye, des championnats, coupes et supercoupes de Libye. 
À partir de 2008, il joue au Liverpool Fútbol Club, et ceci pendant deux saisons.

## Palmarès
- Championnat de Libye de football
  - Champion en 2003, en 2006 et en 2007
  - Vice-champion en 2004

- Coupe de Libye de football
  - Vainqueur en 2003, en 2004, en 2006 et en 2007

- Supercoupe de Libye de football
  - Vainqueur en 2003, en 2004, en 2006 et en 2007

- Championnat d'Uruguay de football
  - Champion en 1999
  - Vice-champion en 1998 et en 2000